# Giovanni Battista Mellini
Pour les articles homonymes, voir Mellini (homonymie).
Giovanni Battista Mellini, le cardinal d'Urbino (né le 9 juin 1405 à Rome, capitale de l'Italie, alors dans les États pontificaux, et mort dans la même ville le 24 juillet 1478) est un cardinal italien de l'Église catholique.

## Biographie
Mellini est nommé chanoine à la basilique du Latran par l'antipape Jean XXIII quand il a 7 ans. Il est abbreviatore de parco maggiore dans le pontificat d'Eugène IV, référendaire sous Pie II et dataire pontifical sous Paul II. En 1468 il est nommé évêque d'Urbino.
Mellini est créé cardinal par le pape Sixte IV lors du consistoire du 18 décembre 1476. Le cardinal Mellini est nommé légat apostolique à Milan et en Lombardie.